# Hiszpania na Zimowych Igrzyskach Paraolimpijskich 1992
Hiszpanię na Zimowych Igrzyskach Paraolimpijskich w 1992 roku reprezentowało 13 zawodników (10 mężczyzn i 3 kobiety) w 2 dyscyplinach. Zdobyli oni łącznie 4 medale, plasując swój kraj na 16. miejscu w klasyfikacji medalowej.
Był to trzeci występ Hiszpanii na zimowej paraolimpiadzie.

## Medaliści

### Srebrne medale
| Zawodnik       | Dyscyplina            | Konkurencja               |
| -------------- | --------------------- | ------------------------- |
| Manuel Buendia | Narciarstwo alpejskie | Supergigant mężczyzn (B2) |

### Brązowe medale
| Zawodnik                 | Dyscyplina            | Konkurencja                       |
| ------------------------ | --------------------- | --------------------------------- |
| Magda Amo                | Narciarstwo alpejskie | Slalom Gigant kobiet (B1-3)       |
| Marcos Manuel Llados     | Narciarstwo alpejskie | Slalom Gigant mężczyzn (B2)       |
| Miguel Angel Perez Tello | Biegi narciarskie     | Bieg na 5 km mężczyzn (LW3,5/7,9) |

## Wyniki zawodników

### Biegi narciarskie
Objaśnienie kategorii:
- LW3 – osoby stojące; po amputacji obu kończyn dolnych poniżej kolana, z łagodnym porażeniem mózgowym lub po częściowej amputacji
- LW5/7 – osoby stojące; po amputacji obu kończyn górnych
- LW9 – osoby stojące; po częściowej lub całkowitej amputacji jednej kończyny górnej i jednej dolnej
- B2 – osoby z funkcjonującym wzrokiem na poziomie 3-5%

#### Mężczyźni
| Zawodnik                 | Konkurencja               | Czas      | Pozycja | Źródło |
| ------------------------ | ------------------------- | --------- | ------- | ------ |
| Miguel Angel Perez Tello | Bieg na 5 km (LW3,5/7,9)  | 19:13.8   | brąz    | [ 3 ]  |
| Miguel Angel Perez Tello | Bieg na 20 km (LW3,5/7,9) | 1:13:10.5 | 4.      | [ 4 ]  |
| Javier Domingez          | Bieg na 10 km (B2)        | 40:31.4   | 14.     | [ 5 ]  |
| Javier Domingez          | Bieg na 30 km (B2)        | 1:55:30.7 | 14.     | [ 6 ]  |

### Narciarstwo alpejskie
Objaśnienie kategorii:
- LW1 – osoby stojące; po amputacji obu kończyn dolnych powyżej kolana lub z osłabieniem siły mięśniowej
- LW2 – osoby stojące; po amputacji kończyny dolnej powyżej kolana
- LW3 – osoby stojące; po amputacji obu kończyn dolnych poniżej kolana, z łagodnym porażeniem mózgowym lub po częściowej amputacji
- LW4 – osoby stojące; po amputacji kończyny dolnej poniżej kolana
- LW5/7 – osoby stojące; po amputacji obu kończyn górnych
- LW6/8 – osoby stojące; po amputacji kończyny górnej
- LW9 – osoby stojące; po częściowej lub całkowitej amputacji jednej kończyny górnej i jednej dolnej
- LW11 – osoby siedzące; paraliż z dobrze funkcjonującą równowagą w siedzeniu
- B1 – osoby niewidome
- B2 – osoby z funkcjonującym wzrokiem na poziomie 3-5%
- B3 – osoby z funkcjonującym wzrokiem poniżej poziomu 10%

#### Osoby stojące

##### Mężczyźni
| Zawodnik                | Konkurencja                 | Czas    | Pozycja | Źródło |
| ----------------------- | --------------------------- | ------- | ------- | ------ |
| Rafael Llatser Oliva    | Slalom (LW2)                | 1:46.73 | 17.     | [ 7 ]  |
| Alfredo Spinola Montoro | Slalom (LW2)                | DNF     | DNF     | [ 7 ]  |
| Javier Pascual          | Slalom (LW4)                | DQ      | DQ      | [ 8 ]  |
| Ramon Bailon Manzano    | Slalom (LW6/8)              | DNF     | DNF     | [ 9 ]  |
| Torres Jose Bombillar   | Slalom (LW1,3,5/7,9)        | 2:08.39 | 14.     | [ 10 ] |
| Rafael Llatser Oliva    | Slalom Gigant (LW2)         | 3:10.65 | 16.     | [ 11 ] |
| Alfredo Spinola Montoro | Slalom Gigant (LW2)         | 3:16.77 | 17.     | [ 11 ] |
| Javier Pascual          | Slalom Gigant (LW4)         | DNF     | DNF     | [ 12 ] |
| Ramon Bailon Manzano    | Slalom Gigant (LW6/8)       | DNF     | DNF     | [ 13 ] |
| Torres Jose Bombillar   | Slalom Gigant (LW1,3,5/7,9) | DNF     | DNF     | [ 14 ] |
| Rafael Llatser Oliva    | Zjazd (LW2)                 | 1:25.61 | 19.     | [ 15 ] |
| Alfredo Spinola Montoro | Zjazd (LW2)                 | 1:32.81 | 24.     | [ 15 ] |
| Javier Pascual          | Zjazd (LW4)                 | DNF     | DNF     | [ 16 ] |
| Ramon Bailon Manzano    | Zjazd (LW6/8)               | 1:23.52 | 16.     | [ 17 ] |
| Torres Jose Bombillar   | Zjazd (LW1,3,5/7,9)         | 1:44.38 | 20.     | [ 18 ] |

#### Osoby siedzące

##### Mężczyźni
| Zawodnik          | Konkurencja          | Czas    | Pozycja | Źródło |
| ----------------- | -------------------- | ------- | ------- | ------ |
| Manel Amat Rabasa | Slalom (LW11)        | 2:25.18 | 11.     | [ 19 ] |
| Manel Amat Rabasa | Slalom Gigant (LW11) | 3:14.96 | 6.      | [ 20 ] |

#### Osoby niewidome

##### Mężczyźni
| Zawodnik             | Konkurencja        | Czas    | Pozycja | Źródło |
| -------------------- | ------------------ | ------- | ------- | ------ |
| Marcos Manuel Llados | Slalom Gigant (B2) | 3:01.27 | brąz    | [ 21 ] |
| Manuel Buendia       | Slalom Gigant (B2) | DNF     | DNF     | [ 21 ] |
| Manuel Buendia       | Supergigant (B2)   | 1:34.86 | srebro  | [ 22 ] |
| Marcos Manuel Llados | Supergigant (B2)   | 1:46.41 | 7.      | [ 22 ] |

##### Kobiety
| Zawodnik          | Konkurencja          | Czas    | Pozycja | Źródło |
| ----------------- | -------------------- | ------- | ------- | ------ |
| Magda Amo         | Slalom Gigant (B1-3) | 2:35.38 | brąz    | [ 23 ] |
| Ana Barrinaga Bru | Slalom Gigant (B1-3) | 2:52.42 | 5.      | [ 23 ] |
| Nuria Wyneken     | Slalom Gigant (B1-3) | DNS     | DNS     | [ 23 ] |
| Magda Amo         | Supergigant (B1-3)   | 1:30.20 | 4.      | [ 24 ] |
| Ana Barrinaga Bru | Supergigant (B1-3)   | 1:39.08 | 7.      | [ 24 ] |